# Cameron Carter-Vickers
Cameron Carter-Vickers (Southend, 31 december 1997) is een Amerikaans voetballer die doorgaans als centrale verdediger speelt. Hij stroomde in 2016 door vanuit de jeugd van Tottenham Hotspur. Carter-Vickers debuteerde in 2017 in het Amerikaans voetbalelftal.

## Clubcarrière
Carter-Vickers sloot zich op elfjarige leeftijd aan in de jeugdopleiding van Tottenham Hotspur. In 2016 deed hij de voorbereiding met het eerste elftal mee en kreeg hij het rugnummer 38. Op 21 september 2016 debuteerde de verdediger in de League Cup tegen Gillingham. Hij speelde de volledige wedstrijd. Tottenham won het duel met 5–0.

## Clubstatistieken
| Seizoen | Club               | Land               | Competitie           | Competitie | Competitie | Beker | Beker | Supercup | Supercup | Europees | Europees | Totaal | Totaal |
| Seizoen | Club               | Land               | Competitie           | Wed.       | Dlp.       | Wed.  | Dlp.  | Wed.     | Dlp.     | Wed.     | Dlp.     | Wed.   | Dlp.   |
| ------- | ------------------ | ------------------ | -------------------- | ---------- | ---------- | ----- | ----- | -------- | -------- | -------- | -------- | ------ | ------ |
| 2016/17 | Tottenham Hotspur  | Vlag van Engeland  | Premier League       | 0          | 0          | 4     | 0     | —        | —        | 0        | 0        | 4      | 0      |
| 2017/18 | → Sheffield United | Vlag van Engeland  | Championship         | 17         | 1          | 1     | 0     | —        | —        | —        | —        | 18     | 1      |
| 2017/18 | → Ipswich Town     | Vlag van Engeland  | Championship         | 17         | 0          | 0     | 0     | —        | —        | —        | —        | 17     | 0      |
| 2018/19 | → Swansea City     | Vlag van Engeland  | Championship         | 30         | 0          | 3     | 0     | —        | —        | —        | —        | 33     | 0      |
| 2019/20 | → Stoke City       | Vlag van Engeland  | Championship         | 12         | 0          | 3     | 0     | —        | —        | —        | —        | 15     | 0      |
| 2019/20 | → Luton Town       | Vlag van Engeland  | Championship         | 16         | 0          | 0     | 0     | —        | —        | —        | —        | 16     | 0      |
| 2020/21 | → AFC Bournemouth  | Vlag van Engeland  | Championship         | 23         | 1          | 3     | 0     | —        | —        | —        | —        | 26     | 1      |
| 2021/22 | Tottenham Hotspur  | Vlag van Engeland  | Premier League       | 0          | 0          | 0     | 0     | —        | —        | 1        | 0        | 1      | 0      |
| 2021/22 | → Celtic FC        | Vlag van Schotland | Scottish Premiership | 33         | 4          | 6     | 0     | —        | —        | 6        | 0        | 45     | 4      |
| 2022/23 | Celtic FC          | Vlag van Schotland | Scottish Premiership | 29         | 0          | 6     | 1     | —        | —        | 4        | 0        | 39     | 1      |
| 2023/24 | Celtic FC          | Vlag van Schotland | Scottish Premiership | 25         | 1          | 2     | 0     | —        | —        | 4        | 0        | 31     | 1      |
| 2024/25 | Celtic FC          | Vlag van Schotland | Scottish Premiership | 8          | 0          | 2     | 1     | —        | —        | 3        | 0        | 13     | 1      |
| Totaal  | Totaal             | Totaal             | Totaal               | 210        | 7          | 30    | 2     | 0        | 0        | 18       | 0        | 258    | 9      |